# Carlos Alberto Caserio
Carlos Alberto Caserio (Buenos Aires, 25 de mayo de 1950) es un político argentino, perteneciente al Partido Justicialista (PJ). Fue senador nacional por la provincia de Córdoba entre 2015 y 2019, desempeñándose como vicepresidente del bloque del PJ en el Senado entre 2018 y 2019. En junio de 2019 se convirtió en presidente de la bancada justicialista.

## Carrera
Carlos Caserio comenzó a trabajar como maestro en una escuela de la localidad de Martín Coronado, en el conurbano bonaerense. 
Durante los años 1990 fue director de la petroquímica Río III, director de la Administración Nacional de Seguros de Salud y senador provincial de Córdoba.
Entre 1998 y 1999 fue subsecretario de mercado y alimentos de la secretaría de Agricultura, Ganadería y Pesca de la Nación, durante la presidencia de Carlos Saúl Menem.
En 1999, tras la asunción de José Manuel de la Sota como gobernador de Córdoba, Caserio fue designado ministro de obras públicas, cargo que ocupó hasta 2003. En 2003 fue jefe de campaña en la postulación presidencial de De la Sota. Ese mismo año fue elegido diputado nacional por Córdoba, cargo que repetiría entre 2013 y 2015.
Entre 2007 y 2011 fue Ministro de Gobierno de Juan Schiaretti.

### Senador nacional (2015-2021)
En 2015 fue elegido Senador nacional por la provincia de Córdoba. Es vocal en diversas comisiones y presidente de la comisión de Presupuesto y Hacienda.
En 2018 votó a favor del proyecto de interrupción voluntaria del embarazo.
En marzo de 2018, se convirtió en vicepresidente del bloque justicialista en el Senado nacional, sucediendo a José Mayans. El 25 de junio de 2019 se convirtió en presidente de dicho bloque, tras la renuncia de Miguel Ángel Pichetto, que se postuló como candidato a vicepresidente de Mauricio Macri en el frente Juntos por el Cambio.
Fue presidente del Partido Justicialista de Córdoba hasta noviembre de 2019, cuando renunció debido a su desacuerdo con la postura del gobernador Schiaretti de no apoyar la candidatura presidencial de Alberto Fernández. Luego de las elecciones de 2019, Caserio anunció que Fernández le había ofrecido el Ministerio de Transporte pero finalmente le pidió que se quede en el Senado.
Caserio se presentó como candidato a reelección al Senado Nacional en las Elecciones legislativas de 2021, representando al Frente de Todos, pero no logró renovar su mandato ya que su lista electoral quedó en tercer lugar con el 10,47% de los votos en Córdoba.

### Vicepresidente del Banco de la Nación Argentina
Fue designado mediante decreto como vicepresidente del Banco de la Nación Argentina  el 31 de marzo de 2022 después de la renuncia de Matías Tombolini.

## Vida privada
Caserio está casado con Isabel Narducci, con quien tuvo dos hijos: Mariana y Hernán. Su hermano es Jorge Caserio, también político e intendente de Valle Hermoso.